# Louis Benoît (fils)
Louis Benoît fils est un militaire et naturaliste né le 16 décembre 1755 aux Ponts-de-Martel et mort le 6 avril 1830 aux Ponts-de-Martel.

## Biographie
Louis Benoît est le fils de Louis Benoît (dit Major Benoît) et de Jeanne-Marie Jean-Mairet, première femme de ce dernier. Comme son père avant lui, Louis Benoît est un peintre sur émail et fabricant de cadrans de talent. Il apprend son métier dans l'atelier familial avant d'être envoyé à Genève afin de se perfectionner. Militaire comme son père, il est capitaine et, à ce titre, il dirige la milice de La Sagne et Les Ponts-de-Martel .      
Amoureux des plantes, Louis Benoît les dessine et les peint à l'envi. Pour avancer dans sa maîtrise de la détermination floristique, il peut compter sur les lumières de son compatriote neuchâtelois Jean-Frédéric Chaillet. En retour, le Capitaine Benoît envoie des spécimens de la vallée des Ponts à bon nombre de ses contemporains. Son activité de naturaliste est récompensée d'une nomination en tant que membre honoraire de la Société linnéenne de Paris. Il appartient également à la Société helvétique des sciences naturelles.     
Louis Benoît est l'auteur d'un armorial des familles neuchâteloises édité en 1891 par Maurice Tripet et Jules Colin.     

## Herbier peint
Louis Benoît est l'auteur d'une flore peinte restée inédite aujourd'hui en possession de la Bibliothèque publique et universitaire de Neuchâtel. Riche de quelque 7 000 dessins aquarellés, cet herbier artificiel propose un vaste panorama de plantes, indigènes comme exotiques, ponctué d'insectes et d'oiseaux (de la main de son père, Louis Benoît). Loin d'être de simples dessins galants, les illustrations du capitaine Benoît sont ponctuées d'informations quant aux habitats ou bien encore aux usages de ces dernières (pharmaceutiques comme culinaires). Dans son herbier peint, Louis Benoît se réfère aux plus éminents botanistes de son temps: Augustin Pyrame de Candolle, Albert von Haller, ou encore Carl von Linné. Le manuscrit, en plusieurs volumes, est resté inédit malgré le désir de son auteur de le publier.